# Pamiat
Ne doit pas être confondu avec Memorial.
Pamiat ou Pamyat (en russe : Память, « mémoire ») s'identifie comme le « mouvement national chrétien orthodoxe patriotique national du peuple ». Il émerge à Moscou en 1980, au sein de l'association de la section municipale de protection des monuments historiques et de la culture. Le nom est emprunté au roman-essai éponyme de Vladimir Tchivilikhine (ru) écrit en 1978-1984. L'accent exprimé par le groupe est de préserver la culture russe. Vers 1986, à l'époque de la perestroïka le mouvement se positionne à l'extrême droite et prend l'orientation monarchique et antisémite. Il attire l'attention de la presse internationale lors de la manifestation au centre de Moscou le 6 mai 1987. Les branches de l'organisation se développent dans neuf autres villes : Sverdlovsk, Novossibirsk, Irkoutsk, Kalinine, Koursk, Taganrog, Riga, Iermak et Ioujno-Sakhalinsk. Dans les années qui suivent, les conflits intérieurs tiraillent le groupe aboutissant à des scissions formant plusieurs autres mouvements avec les noms dérivés de Pamiat. En 1990, le Parti républicain populaire de Russie dirigé par Nikolaï Lyssenko, l'Unité nationale russe d'Aleksandr Barkachov et l'Union nationale et sociale de Viktor Iakouchev. Son ancien dirigeant, Dmitri Vassiliev, est décédé en 2003. L'organisation a été décrite comme antisémite et chauviniste,.

## Histoire
À la fin des années 1970, une association historique appelée Vityaz (Витязь, litt. "Chevalier"), parrainée par la Société soviétique pour la protection des monuments historiques et culturels, a créé une « organisation informelle historique, culturelle et éducative » réunissant des activistes - bibliophiles et historiens amateurs. L’un des objectifs de la nouvelle organisation était de préparer la prochaine célébration du 600e anniversaire de la bataille de Koulikovo. Ilya Glazounov (artiste), S. Malychev (historien) et A. Lebedev (colonel du MVD) comptaient parmi les principaux militants de Vityaz à Moscou. Des groupes similaires ont été créés dans d'autres régions de l'Union soviétique. Plus tard, des groupes "informels" vaguement associés ont été regroupés sous le nom de Pamyat.
Au cours d'une réunion interne tenue le 4 octobre 1985, Pamyat s'est scindée en plusieurs factions, dont beaucoup ont tenté de conserver le même nom que le « vrai » Pamyat. L'un d'eux, le groupe dit de Vassiliev, dirigé par Dmitri Vassiliev (un ancien ouvrier du studio de Glazounov), A. Andreïev et A. Gladkov, a concentré ses activités sur les médias.
En août 1990, Alexandre Barkachov (auteur du livre "L'ABC d'un nationaliste russe", membre permanent du conseil des FNP) a provoqué une nouvelle scission après avoir été « fatigué d'être préoccupé par les souvenirs. Il est temps d'agir ». Son nouveau groupe a été appelé "Unité nationale russe" (Русское Национальное Единство). Barkachov a promu la vénération de la svastika, un symbole indo-européen traditionnel qui, selon Barkachov, « agit sur le subconscient des théomachistes. Il paralyse, les affaiblit et les démoralise ».
En 1991, son propre journal (tiré à 100 000 exemplaires) et une station de radio (tous deux officiellement enregistrés) ont été lancés.
À la fin des années 1990, le Pamiat original a disparu de la scène publique. Dmitri Vassiliev est décédé le 17 juillet 2003. L'organisation a été réactivée en 2005 et a participé à la Marche russe 2006.
Le 1er septembre 2021, on apprend la mort de Nikolaï Skorodumov : selon un message de Vladimir Basmanov sur le réseau social Vkontakte, Nikolaï Skorodumov est décédé le 10 juin 2021, à l'âge de 70 ans, dans un hôpital de Zelenograd.

## Idéologie
Le motif récurrent dans l'idéologie du groupe était l'affirmation de l'existence d'un « complot sioniste-maçonnique » contre la Russie en tant que « source principale des malheurs du peuple russe, la désintégration de l'économie, la dénationalisation de la culture russe, l'alcoolisme, crise écologique » (selon Pamyat). Les sionistes ont également été blâmés pour le déclenchement des révolutions de 1905 et 1917, la mort de millions de personnes au cours de la guerre civile russe et pour le culte de la personnalité de Joseph Staline. L'appareil du gouvernement soviétique contemporain aurait été infiltré par des « sionistes et des francs-maçons » agissant en tant qu '« agents du sionisme » et ayant pour objectif de subordonner le gouvernement soviétique à la « capitale juive ». Pamyat a souvent eu recours à l'accusation de « gouvernement d'occupation sioniste ».
Officiellement, l'organisation affirme que son idéologie était simplement « antisioniste » et non antisémite.
En 1993, un tribunal de district à Moscou a officiellement déclaré que Les Protocoles des Sages de Sion étaient un faux et a rejeté un procès en diffamation intenté par Pamyat. L'organisation a été critiquée pour avoir utilisé le document dans ses publications.